# Lac Union
Le lac Union (Lake Union) est un lac d'eau douce entièrement dans les limites de la ville Seattle, dans l'État de Washington.